# Basquetebol nos Jogos Olímpicos de Verão de 1972
O basquetebol nos Jogos Olímpicos de Verão de 1972 foi realizado em Munique, na Alemanha Ocidental, com 16 equipes na disputa.
A fórmula de disputa do torneio olímpico foi o mesmo das duas últimas edições em Tóquio 1964 e Cidade do México 1968. As 16 equipes foram divididas em dois grupos de oito equipes cada. Os dois mais bem colocados avançavam as semi-finais. As equipes que terminassem entre o terceiro e quarto lugares disputavam a classificação de 5º a 8º lugar, as colocadas entre o quinto e sexto lugares em seu grupo partiam para a disputa de 9º a 12º lugar e finalmente as piores equipes de cada grupo partiam para a disputa de 13º a 16º lugar.
Os Jogos de 1972 marcaram a primeira vez em que a equipe dos Estados Unidos não faturaram a medalha de ouro desde a introdução do basquete em 1936. Na final a equipe americana perdeu para a rival União Soviética por 51-50. Este foi um resultado controverso, e o time norte-americano jamais aceitou a medalha de prata.

## Controvérsia
Esta foi a primeira vez em que os norte-americanos não ganharam a medalha de ouro no basquete. A partida final, entre URSS e EUA foi controversa. Os EUA viraram a partida nos últimos segundos, ganhando de 50-49. Renato William Jones, figura proeminente da FIBA na época, ordenou que houvesse mais três segundos de partida, alegando um mau funcionamento dos relógios que cronometravam o tempo. Foi o suficiente para que os soviéticos virassem o jogo, vencendo de 51-50. Jones não tinha autoridade para fazer tal mudança no jogo, mas seu prestígio era tal que os árbitros acataram a ordem. Os jogadores norte-americanos jamais aceitaram a prata. Uma revisão da arbitragem e do resultado da partida não foi possível na época em virtude da bipolarização da Guerra Fria: os revisores eram, em sua maioria, pró-União Soviética.

## Masculino
| Ouro | Prata | Bronze |
| URS União Soviética Anatoli Polivoda Modestas Paulauskas Zurab Sakandelidze Alzhan Zharmukhamedov Aleksandr Boloshev Ivan Edeshko Sergei Belov Mikhail Korkia Ivan Dvorny Gennadi Volnov Aleksandr Belov Sergei Kovalenko | USA Estados Unidos Kenny Davis Doug Collins Tom Henderson Mike Bantom Bobby Jones Dwight Jones Jim Forbes Jim Brewer Tommy Burleson Tom McMillen Kevin Joyce Ed Ratleff | CUB Cuba Juan Carlos Domecq Ruperto Herrera Juan Roca Pedro Chappé José Miguel Álvarez Rafael Cañizares Conrado Pérez Miguel Calderón Tomás Herrera Oscar Varona Alejandro Urgelles Franklin Standard |

### Fase preliminar
|  | Classificados a semi-final |  | Classificados para disputa de 5º-8º |  | Classificados para disputa de 9º-12º |  | Classificados para disputa de 13º-16º |

#### Grupo A
| Equipe             | Pts | J | V | D | PP  | PC  |
| ------------------ | --- | - | - | - | --- | --- |
| USA Estados Unidos | 14  | 7 | 7 | 0 | 542 | 312 |
| CUB Cuba           | 13  | 7 | 6 | 1 | 560 | 445 |
| BRA Brasil         | 11  | 7 | 4 | 3 | 561 | 490 |
| TCH Checoslováquia | 11  | 7 | 4 | 3 | 493 | 489 |
| ESP Espanha        | 10  | 7 | 3 | 4 | 486 | 500 |
| AUS Austrália      | 10  | 7 | 3 | 4 | 523 | 524 |
| JPN Japão          | 8   | 7 | 1 | 6 | 442 | 643 |
| EGY Egito          | 7   | 7 | 0 | 7 | 440 | 644 |

| 27 de agosto   |        |                |
| Cuba           | 105–64 | Egito          |
| Estados Unidos | 66–35  | Checoslováquia |
| Japão          | 55–110 | Brasil         |
| Espanha        | 79–74  | Austrália      |
| 28 de agosto   |        |                |
| Brasil         | 110–84 | Egito          |
| Estados Unidos | 81–55  | Austrália      |
| Cuba           | 74–53  | Espanha        |
| Japão          | 61–74  | Checoslováquia |
| 29 de agosto   |        |                |
| Brasil         | 72–69  | Espanha        |
| Japão          | 78–73  | Egito          |
| Checoslováquia | 69–68  | Austrália      |
| Estados Unidos | 67–48  | Cuba           |
| 30 de agosto   |        |                |
| Egito          | 58–72  | Espanha        |
| Japão          | 76–92  | Austrália      |
| Checoslováquia | 65–77  | Cuba           |
| Brasil         | 54–61  | Estados Unidos |
| 1 de setembro  |        |                |
| Austrália      | 70–84  | Cuba           |
| Egito          | 31–96  | Estados Unidos |
| Checoslováquia | 82–83  | Brasil         |
| Japão          | 76–87  | Espanha        |
| 2 de setembro  |        |                |
| Austrália      | 75–69  | Brasil         |
| Egito          | 64–94  | Checoslováquia |
| Japão          | 63–108 | Cuba           |
| Espanha        | 56–72  | Estados Unidos |
| 3 de setembro  |        |                |
| Japão          | 33–99  | Estados Unidos |
| Espanha        | 70–74  | Checoslováquia |
| Austrália      | 89–66  | Egito          |
| Cuba           | 64–63  | Brasil         |

#### Grupo B
| Equipe                 | Pts | J | V | D | PP  | PC  |
| ---------------------- | --- | - | - | - | --- | --- |
| URS União Soviética    | 14  | 7 | 7 | 0 | 639 | 479 |
| ITA Itália             | 12  | 7 | 5 | 2 | 547 | 471 |
| YUG Iugoslávia         | 12  | 7 | 5 | 2 | 582 | 484 |
| PUR Porto Rico         | 12  | 7 | 5 | 2 | 570 | 531 |
| FRG Alemanha Ocidental | 10  | 7 | 3 | 4 | 482 | 518 |
| POL Polônia            | 9   | 7 | 2 | 5 | 520 | 536 |
| PHI Filipinas          | 8   | 7 | 1 | 6 | 526 | 666 |
| SEN Senegal            | 7   | 7 | 0 | 7 | 405 | 586 |

| 27 de agosto       |        |                 |
| Polônia            | 90–75  | Filipinas       |
| Iugoslávia         | 85–78  | Itália          |
| Senegal            | 52–94  | União Soviética |
| Alemanha Ocidental | 74–81  | Porto Rico      |
| 28 de agosto       |        |                 |
| Senegal            | 56–92  | Itália          |
| Alemanha Ocidental | 63–87  | União Soviética |
| Porto Rico         | 92–72  | Filipinas       |
| Polônia            | 64–85  | Iugoslávia      |
| 29 de agosto       |        |                 |
| Senegal            | 59–95  | Polônia         |
| União Soviética    | 79–66  | Itália          |
| Porto Rico         | 79–74  | Iugoslávia      |
| Alemanha Ocidental | 93–74  | Filipinas       |
| 30 de agosto       |        |                 |
| União Soviética    | 94–64  | Polônia         |
| Alemanha Ocidental | 57–68  | Itália          |
| Filipinas          | 76–117 | Iugoslávia      |
| Porto Rico         | 92–57  | Senegal         |
| 1 de setembro      |        |                 |
| Senegal            | 62–68  | Filipinas       |
| Alemanha Ocidental | 56–81  | Iugoslávia      |
| Itália             | 71–59  | Polônia         |
| União Soviética    | 100–87 | Porto Rico      |
| 2 de setembro      |        |                 |
| Iugoslávia         | 73–67  | Senegal         |
| Alemanha Ocidental | 67–65  | Polônia         |
| Filipinas          | 80–111 | União Soviética |
| Itália             | 71–54  | Porto Rico      |
| 3 de setembro      |        |                 |
| Itália             | 101–81 | Filipinas       |
| Polônia            | 83–85  | Porto Rico      |
| Iugoslávia         | 67–74  | União Soviética |
| Alemanha Ocidental | 72–62  | Senegal         |

### Semifinais

#### Classificação 13º-16º lugar
| 6 de setembro |       |               |
| Japão         | 70–67 | Senegal       |
| Egito         | 0–2   | Filipinas (1) |

(1) O Egito não participou dos jogos classificatórios e perdeu por w.o.

#### Classificação 9º-12º lugar
| 5 de setembro      |       |           |
| Alemanha Ocidental | 69–70 | Austrália |
| 6 de setembro      |       |           |
| Espanha            | 76–87 | Polônia   |

#### Classificação 5º-8º lugar
| 7 de setembro  |       |            |
| Checoslováquia | 63–66 | Iugoslávia |
| Porto Rico     | 87–83 | Brasil     |

#### Semifinal
| 7 de setembro   |       |                |
| União Soviética | 67–61 | Cuba           |
| Itália          | 38–68 | Estados Unidos |

### Finais

#### 15º-16º lugar
| Egito | 0–2 | Senegal (2) |

(2) O Egito não participou dos jogos classificatórios e perdeu por w.o.

#### 13º-14º lugar
| 8 de setembro |       |       |
| Filipinas     | 82–73 | Japão |

#### 11º-12º lugar
| 8 de setembro      |       |         |
| Alemanha Ocidental | 83–84 | Espanha |

#### 9º-10º lugar
| 9 de setembro |       |         |
| Austrália     | 91–83 | Polônia |

#### 7º-8º lugar
| 8 de setembro  |       |        |
| Checoslováquia | 69–87 | Brasil |

#### 5º-6º lugar
| 9 de setembro |       |            |
| Iugoslávia    | 86–70 | Porto Rico |

### Disputa pelo bronze
| 8 de setembro |       |        |
| Cuba          | 66–65 | Itália |

### Final
| 9 de setembro   |       |                |
| União Soviética | 51–50 | Estados Unidos |

## Classificação final
| Pos.   | País                   |
| ------ | ---------------------- |
| Ouro   | URS União Soviética    |
| Prata  | USA Estados Unidos     |
| Bronze | CUB Cuba               |
| 4      | ITA Itália             |
| 5      | YUG Iugoslávia         |
| 6      | PUR Porto Rico         |
| 7      | BRA Brasil             |
| 8      | TCH Checoslováquia     |
| 9      | AUS Austrália          |
| 10     | POL Polônia            |
| 11     | ESP Espanha            |
| 12     | FRG Alemanha Ocidental |
| 13     | PHI Filipinas          |
| 14     | JPN Japão              |
| 15     | SEN Senegal            |
| 16     | MAR Marrocos           |